# بارنت اسپرینگز (کنتاکی)
بارنت اسپرینگز (به انگلیسی: Barnett Springs) یک منطقهٔ مسکونی در ایالات متحده آمریکا است که در شهرستان ادیر، کنتاکی واقع شده‌است. بارنت اسپرینگز ۲۴۱٫۱ متر بالاتر از سطح دریا واقع شده‌است.